# Wi-radio
wi-radio（ワイラジオ）は、北海道伊達市、虻田郡洞爺湖町、豊浦町、有珠郡壮瞥町の各一部地域を放送区域として超短波放送（FM放送）をする特定地上基幹放送事業者である特定非営利活動法人だて観光協会（だてかんこうきょうかい）が行うコミュニティ放送の愛称である。

## 概要
洞爺湖周辺は、有珠山の噴火をはじめとした自然災害の影響が懸念される地域であり、2000年（平成12年）の噴火の際は制度運用2例目となった臨時災害放送局「FMレイクトピア」が開設された。災害時の避難情報を伝えることを主目的に開局した。
愛称の「wi-radio」は「west iburi」の略で、一般公募により決定した。
洞爺湖町に親局を、伊達市（大滝）と壮瞥町（久保内）に中継局を置く。出力はいずれも20W。
FMびゅーとサイマル放送を行い、一部番組を自社制作・FMびゅーにネットする。また、FMびゅー同様一部の時間はNORTH WAVEの番組を放送。
FMびゅーでは、伊達市、洞爺湖町、豊浦町、壮瞥町をwi-radio放送エリアと呼んでいる。

## 沿革
- 2015年（平成27年）
  - 2月24日 - 特定地上基幹放送局の予備免許取得。
  - 4月28日 - 特定地上基幹放送局の免許取得[3]。
  - 4月30日 - 開局。
- 2018年（平成30年）2月12日 - サイマルラジオによるインターネット同時配信を開始。

## 放送番組
wi-radioクラブ製作
- 藤河ちあきのMy favorite things（火曜 14:30 - 15:00）
- プレシャスタイム（水曜 10:00 - 10:30）
- Mサプリ（木曜 14:00 - 15:00）
- 聴いたら発達（金曜 10:00 - 10:30）
- ジオパーク・火山の恵み（金曜 11:00 - 11:30）
- 案山子のふるさと（金曜 14:00 - 14:30）
- ご安全に!（金曜 19:30 - 20:00）
- アクティブ!（土曜 10:00 - 12:00）

行政からのお知らせ
ワイド番組「いってきますらっしゃい」「らふ」「オレンジ」内
| 時間  | 火曜     | 水曜   | 木曜   | 金曜   |
| ----- | -------- | ------ | ------ | ------ |
| 07:57 | 洞爺湖町 | 伊達市 | 壮瞥町 | 豊浦町 |
| 11:50 | 洞爺湖町 | 伊達市 | 壮瞥町 | 豊浦町 |
| 17:32 | 洞爺湖町 | 伊達市 | -      | 豊浦町 |
| 17:34 | -        | -      | -      | 壮瞥町 |